# Rexh Xhakli
Rexh Xhakli lub Rexhë Xhakli (ur. 1939 w Fierze, zm. 5 kwietnia 2020 w Nowym Jorku) – kosowski przedsiębiorca i działacz społeczny, filantrop.

## Życiorys
Ukończył szkołę podstawową w Uroševacu oraz liceum w Prisztinie, następnie studiował na Uniwersytecie w Zagrzebiu. W latach 60. przerwał naukę z powodu możliwych prześladowań ze strony jugosłowiańskich władz; wyemigrował do Stanów Zjednoczonych, gdzie następnie działał w organizacji Albanian American Civic League.

## Odznaczenia
28 lipca 2021 roku został pośmiertnie odznaczony Orderem Nderi i Kombit.

## Życie prywatne
Żonaty ze Shpresą, miał z nią troje dzieci.